# Microtus thomasi
Microtus thomasi är en däggdjursart som först beskrevs av Barrett-Hamilton 1903.  Microtus thomasi ingår i släktet åkersorkar och familjen hamsterartade gnagare. Inga underarter finns listade i Catalogue of Life. Det svenska trivialnamnet Balkangransork förekommer för arten.

## Utseende
Vuxna exemplar är 7,1 till 11,9 cm långa (huvud och bål), har en 1,2 till 3,0 cm lång svans och väger 20 till 44 g. Individer i norra delen av utbredningsområdet är allmänt störst. Arten har rödbrun päls på ryggen som blir mer ljusbrun fram mot sidorna och undersidan är täckt av mörkgrå päls. Hos Microtus thomasi är huvudet mörkare än bålens topp. Honor har ett par spenar på bröstet och två par vid ljumsken. Artens kranium är robust.

## Utbredning
Denna gnagare förekommer i sydöstra Europa i Serbien, Bosnien och Hercegovina, Montenegro och Grekland. Den lever i låglandet och i bergstrakter upp till 1700 meter över havet. Arten vistas på betesmarker, bergsängar och på jordbruksmark som inte brukas intensivt.

## Ekologi
Födan utgörs av olika växtdelar som rötter, jordstam, blad, frukter, frön och stjälkar. Microtus thomasi äter även oliver. Födan samlas i gömmor. Honor föder 2 till 8 ungar per kull.
Det underjordiska boet där individerna vistas största delen av livet grävs med hjälp av framtassarna och framtänderna. Tunnlarna är vanligen 3 till 25 meter långa med en diameter av 3,5 till 4 cm. Jorden som kastas ut syns som högar som har en diameter av 5 till 25 cm och en höjd av 3 till 15 cm. I vanligt fall stängs ingångarna. Under varma och torra årstider lämnas ingången öppen. Microtus thomasi kan gå framåt och baklänges i tunnlarna. I tunnelsystemet ingår olika rum och platsen där individerna vilar fodras med växtdelar som vävs samman. Detta rum ligger ofta under rötter eller under en sten. Honor och hanar skapar gångarna tillsammans. Däremot är honor med ungar och icke könsmogna ungdjur mest aktiva.

## Hot
För beståndet är inga hot kända. Hela populationen anses vara stabil. IUCN kategoriserar arten globalt som livskraftig.